# 寝屋川市立神田小学校
寝屋川市立神田小学校（ねやがわしりつ かみだしょうがっこう）は、大阪府寝屋川市東神田町にある公立小学校。
寝屋川市のベッドタウン化に伴う地域児童の急増に伴い、1969年（昭和44年）に寝屋川市立成美小学校、寝屋川市立南小学校の2校より分離開校した。寝屋川市の南部を校区とし、校区は門真市・守口市の2市と接している。校区は住宅地となっているが、一部には田畑も残っている。
政府の教育改革特区に指定されていることに伴い、全学年で学校独自の特設教科「国際コミュニケーション科」を2005年度（平成17年度）から設置し、年間10 - 35単位時間の授業を実施している。
また卒業生の主な進学先である寝屋川市立第五中学校と連携し、小中一貫教育の研究にも取り組んでいる。
2008年（平成20年）、ニューヨーク近代美術館中庭で始まったプロジェクトであるチルドレンズアートカーニバル(支援:ニューヨーク市議会、州議会)など、複数のニューヨーク州非営利団体の協力により、ニューヨークの子供たちの「夢と希望」で校舎内を溢れさせるアートプロジェクト開催。また、米・ニューヨーク国際連合本部にあるジェーン・アダムズ平和委員会（米国NPO法人）の子どもに役立つ平和絵本受賞作品である“砂漠に咲いたひまわり”（作家：エイミー・リー・タイ）が日本の代表校として寄贈されている。

## 沿革
- 1969年
  - 4月1日 - 寝屋川市立成美小学校、寝屋川市立南小学校より分離開校
  - 12月10日 - 校章決定
- 1970年
  - 2月23日 - 校旗制定
  - 7月30日 - プール工事完了
  - 9月25日 - 校歌発表会
- 1973年4月1日 - 寝屋川市立和光小学校を分離
- 1974年4月1日 - 養護学級新設
- 1988年11月19日 - 郷土資料館完成
- 2000年
  - 3月24日　東館エレベーター設置
  - 5月31日　コンピュータ室設置
- 2008年1月8日 - "Dreams&Hopes" Art Project from New York開催

## 交通
- 京阪本線 萱島駅 北へ約1km。
- 京阪本線　寝屋川市駅 南へ約1.6km。